# Рахмановка (Саратовская область)
Рахмановка — село в Пугачёвском районе Саратовской области, административный центр сельского поселения Рахмановское муниципальное образование.
Население — 620 (2010)

## История
Казённое село Рахмановка упоминается в Списке населённых мест Российской империи по сведениям за 1859 год. Село относилось к Николаевскому уезду Самарской губернии. В селе проживали 829 мужчин и 748 женщин, имелись церковь и училище, проводилась ярмарка. Согласно Списку населённых мест Самарской губернии по сведениям за 1889 год Рахмановка - волостное село Рахмановской волости. В селе проживало 2065 жителей. Земельный надел, общий с селом Малая Тарасовка, - 10151 десятина удобной и 1708 десятин неудобной земли, имелись церковь, волостное правление, земская школа, приемный покой, мировой судья, врач, земская станция, 1 паровая и 10 ветряных мельниц, проводились 3 ярмарки. Согласно переписи 1897 года в селе проживало 2440 человек, все православные
Согласно Списку населённых мест Самарской губернии 1910 года село населяли бывшие государственные крестьяне, русские, православные, 1209 мужчин и 1390 женщин, в селе имелись волостное правление, церковь, земская школа, приёмный покой, 7 ветряных мельниц, работали врач, фельдшер, акушерка, ветеринар, проводились 2 ярмарки, по субботам - базары. Земельный надел - 7352 десятины удобной и 2041 десятина неудобной земли.

## Физико-географическая характеристика
Село находится в Заволжье, на левом берегу реки Камелик. На северо-востоке граничит с селом Малая Тарасовка. Высота центра населённого пункта - 35 метров над уровнем моря. Рельеф местности равнинный. Почвы: в пойме Камелика - пойменные нейтральные и слабокислые, выше по склону - чернозёмы солонцеватые.
Село расположено в 46 км по прямой в восточном направлении от районного центра города Пугачёв. По автомобильным дорогам расстояние до районного центра составляет 52 км, до областного центра города Саратов - 290 км, до Самары - 230 км.
Часовой пояс
Рахмановка, как и вся Саратовская область, находится в часовой зоне МСК+1. Смещение применяемого времени относительно UTC составляет +4:00.

## Население
Динамика численности населения по годам:
| Годы      | 1859 | 1889 | 1897 | 1910 | 2002 |
| --------- | ---- | ---- | ---- | ---- | ---- |
| Население | 1577 | 2065 | 2440 | 2599 | 732  |

| 2002 | 2010 |
| ---- | ---- |
| 732  | ↘620 |

Национальный состав
Согласно результатам переписи 2002 года русские составляли 80 % населения села.